# 西赤尾町村長右衛門
西赤尾町村 長右衛門（にしあかおまちむら ちょうえもん）とは、江戸時代に越中国礪波郡五箇山赤尾谷の西赤尾町集落（現・富山県南砺市）に居住していた百姓。苗字は藤井で、現代の書籍では藤井長右衛門と表記されることもあるが、古文書上では主に「西赤尾町村長右衛門」と記される。
長右衛門家は塩硝を生産する上煮屋を家業とし、五箇山内で岩渕村伊右衛門に次ぐ豪農として知られていた。現存する最大の合掌造り家屋として知られる岩瀬家住宅は、長右衛門家によって築かれたものであった。

## 概要
長右衛門家の起源については明らかではないが、「行徳寺の上に家を建てたことから、『空』の屋号で呼ばれた（この地方では、『上』のことを『空』と言う）」という由緒から、行徳寺の創建（16世紀）より後に成立した家と考えられている。長右衛門家に伝わる法名の中で、最も古いものの表面には「法名 釈了也……享保8年（1723年）7月28日」、裏面には「家開山　長右衛門法名」とあることから、初代（開山）は17世紀末〜18世紀初頭ころの人物であったと推定される。
長右衛門家は塩硝を生産する上煮屋として発展した家であり、『塩硝方古キ書物留帳』などによって寛保2年（1742年）にはすでに煮屋となっていたことが分かる。同年10月18日には、塩硝煮屋15名が十村（下梨村宅左衛門・岩渕村伊右衛門）に対し塩硝を他国へ売り渡さないことを請願した文書を出しており、長右衛門も名を連ねている。
江戸時代後期、文化年間ころには加賀藩の需要以上に塩硝が生産されるようになったため、買い控えを行おうとする藩に対し、長右衛門ら上煮屋が加賀藩に塩硝の買い支えを請願した記録が残っている。また、このころより煮屋を統轄する「上煮屋惣代」が任命されるようになり、長右衛門も「五箇山塩硝煮屋代り（文化10年/1813年）や「上煮屋惣代（文化14年/1814年）」といった肩書きで呼ばれるようになる
文政9年（1826年）には下梨谷の梨谷村の取次を務めて、達如上人の御消息の下付があったとの記録がある。また、文政12年（1829年）に梨谷集落が開山上人影像下付を願い出た際にも、長右衛門より金を借りた証文が残っている。
天保年間ころには加賀藩に上納した余りの塩硝が大阪・京都で売却されることが問題となっており、上煮屋惣代として西赤尾町村長右衛門・岩渕村伊右衛門らが天保3年（1832年）・天保5年（1834年）に塩硝の国外売却に関して藩に回答した文書が残っている。
天保10年（1839年）ころが長右衛門家の最盛期で、被取揚高は46.035を数え、岩渕村伊右衛門と中田村助九郎と合わせると五箇山の総被取揚高の半数以上を占めた。ところが、天保11年（1840年）に天保の大飢饉をきっかけとして高方仕法が施行されると、豪農たちは強制的に掛作高・質入高が没収され、急速に財産を失っていった。岩渕村伊右衛門家・西赤尾町村長右衛門家ともに当主の散在によって家が没落したとの伝説があるが、没落の要因としては高方仕法による財産の没収が大きく、必ずしも当主個人の原因に帰せられないとの指摘がある。
これ以後、長右衛門家はかつてほどの財産を維持することはできず、天保10年時点で133.497（五箇山内第2位）あった持高は、明治4年（1871年）には27,288（第7位）となっていた。長右衛門家の衰微は明治6年（1873年）に決定的となり、住宅は岩瀬家の手に渡り、現在は重要文化財岩瀬家住宅として知られている。